# Sacramentstoren

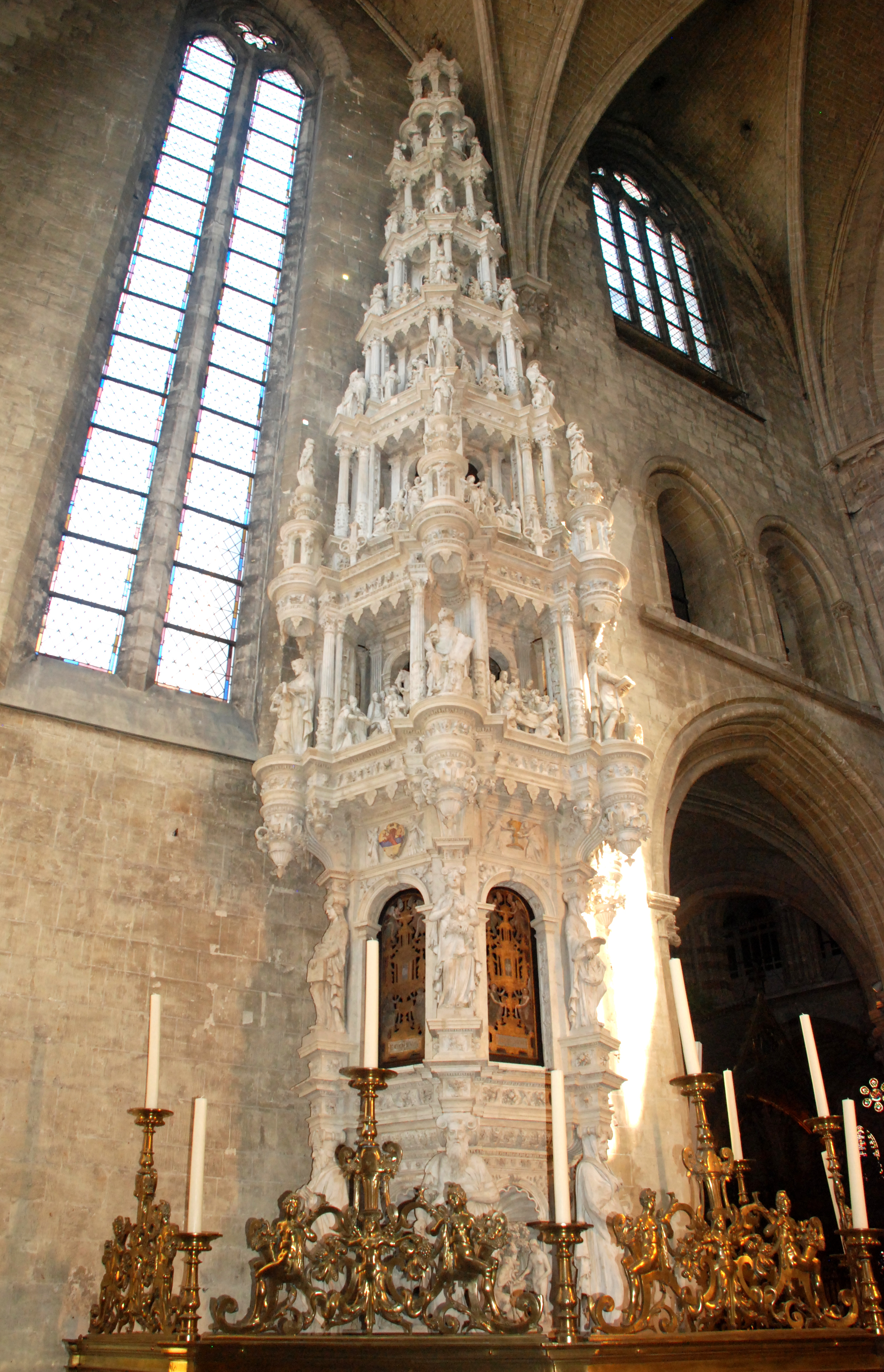
Gebeeldhouwde, 18 m hoge sacramentstoren (Cornelis Floris de Vriendt, 1552) in de Sint-Leonarduskerk te Zoutleeuw

Een sacramentstoren of theoteca (Grieks: Godskast) is een vrijstaand, meestal uit steen gehouwen, tabernakel in de vorm van een toren, dat zich in een kerk bevindt. Een niet-vrijstaande sacramentstoren wordt meestal aangeduid als sacramentshuis(je).

## Beschrijving en geschiedenis
In de beschrijving van de kerkornamentiek in de periode van de, vooral late, gotiek wordt vaak de term 'sacramentshuis(je)' gebezigd. Tot aan het Concilie van Trente, dat een verandering in de presentatie van het Allerheiligste voorschreef, werd de gewijde hostie geplaatst in een rijk gedecoreerde, uiteindelijk op een gotische torenspits lijkende houder aan de, wanneer men naar het altaar kijkt, linkerkant (vaak de noordkant) van het (hoog)altaar. Gotische kerken, waar nog een monumentaal sacramentshuis(je) aanwezig is, zijn in Duitsland talrijk.
Een dergelijk architectonisch ornament dient om geconsacreerde hosties te herbergen en de aanwezigheid ervan te benadrukken. Meestal is de toren een zuil die in het koor is gebouwd, in de vorm van een torenmonstrans versierd met beeldjes en snijwerk. In het hart werd hiervoor een sacrarium voorzien. Veel sacramentstorens zijn ontworpen door vooraanstaande kunstenaars, zoals bijvoorbeeld de 18 meter hoge sacramentstoren van Cornelis Floris de Vriendt in Zoutleeuw. Tijdens de beeldenstorm werden veel torens in de Nederlanden verwoest, waardoor ze tegenwoordig vrij zeldzaam zijn. Alle sacramentstorens in Vlaanderen zijn nationaal beschermd erfgoed, vanwege hun hoge kunsthistorische waarde en zeldzaamheid. Ze zijn over het algemeen grondig bestudeerd en gedocumenteerd.

## Bekende sacramentstorens

### In België
| Plaats     | Instelling                         | Datum            | Type       | Materialen                  | Hoogte   | Stijl               | Makers                              | Bijzonderheden/link | Bewaard |
| ---------- | ---------------------------------- | ---------------- | ---------- | --------------------------- | -------- | ------------------- | ----------------------------------- | --- | ------- |
| Aalst      | Sint-Martinuskerk                  | 1604             | vrijstaand | marmer                      | 7,50 m   | barok               | Hieronymus I Duquesnoy              | http://balat.kikirpa.be/object/32882                                                                                          | ja      |
| Brugge     | Sint-Jakobskerk                    | 1593             | wand       | marmer                      | 4,50 m   | renaissance         | Jan Aerts                           | http://balat.kikirpa.be/object/88804                                                                                          | ja      |
| Bocholt    | Sint-Laurentiuskerk                | 1500 (ca.)       | wand       | messing                     | 5,25 m   | gotisch             | Aert van Tricht (toegeschreven)     | Sacramentstoren (Bocholt)http://balat.kikirpa.be/object/78266                                                                 | ja      |
| Diest      | Sint Sulpitius- en Dionysiuskerk   | 1615             | vrijstaand | zandsteen terracotta        | 10 m     | renaissance         | onbekend                            | http://balat.kikirpa.be/object/17276                                                                                          | ja      |
| Diksmuide  | Sint-Niklaaskerk                   | 1611-1614        | vrijstaand | marmer                      |          | barok               | Jacob De Smedt Hiëronymus Stalpaert | vernietigd tijdens de Eerste Wereldoorloghttp://balat.kikirpa.be/object/30630                                                 | nee     |
| Geel       | Sint-Dimpnakerk                    | 1476, 1750 (ca;° | vrijstaand | zandsteen (gepolychromeerd) |          | gotisch classicisme | onbekend                            | Elementen van de oude gotische sacramentstoren geïncorporeerd in nieuwe van ca. 1750-1790http://balat.kikirpa.be/object/73513 | ja      |
| Gent       | Sint-Jacobskerk                    | 1593             | vrijstaand | marmer                      | 10 m (?) | barok               | Hieronymus I Duquesnoy              | http://balat.kikirpa.be/object/53296                                                                                          | ja      |
| Kortrijk   | Sint-Maartenskerk                  | 1585             | vrijstaand | zandsteen (gepolychromeerd) | 6,30 m   | gotisch             | Hendrik Mauris                      | http://balat.kikirpa.be/object/44752                                                                                          | ja      |
| Leuven     | Sint-Pieterskerk                   | 1450             | vrijstaand | zandsteen                   | 12 m     | gotisch             | Matthijs de Layens                  | http://balat.kikirpa.be/object/68562                                                                                          | ja      |
| Leuven     | Sint-Jacobskerk                    | 1538             | vrijstaand | zandsteen(gepolychromeerd)  | 12 m     | gotisch             | Gabriël Van den Bruyne              | http://balat.kikirpa.be/object/50632                                                                                          | ja      |
| Mechelen   | Onze-Lieve-Vrouw over de Dijlekerk | 1903             | pilaar     | zandsteen                   |          | neogotisch          | Benoît Van Uytvanck                 | http://balat.kikirpa.be/object/21249                                                                                          | ja      |
| Nieuwpoort | Onze-Lieve-Vrouwekerk              | 1598-1601        | pilaar     | marmer                      | 6,90 m   | renaissance         | Jan Aerts                           | vernietigd tijdens de Eerste Wereldoorloghttp://balat.kikirpa.be/object/31747                                                 | nee     |
| Zoutleeuw  | Sint-Leonarduskerk                 | 1552             | wand       | zandsteen                   | 18 m     | renaissance         | Cornelis Floris                     | Negen verdiepingen http://balat.kikirpa.be/object/29278                                                                       | ja      |
| Zuurbemde  | Zuurbemde                          | 1555-1557        | wand       | zandsteen                   | 7,15 m   | renaissance         | Cornelis Floris                     | Sacramentstoren (Zuurbemde)http://balat.kikirpa.be/object/5548                                                                | ja      |

### In Nederland
- Basiliek van het H. Sacrament, Meerssen
- Sacramentstoren Kruisherenkerk, Maastricht (fragmenten in depot Bonnefantenmuseum)
- Dom van Utrecht (beelden van sacramentshuis in het Centraal Museum)

### In Duitsland
- Sint-Laurentiuskerk (Neurenberg)
- Munster van Ulm
- Munster van Salem
- Munster van Bad Doberan
- Sint-Liudgerkerk (Norden)
- Sint-Urbanuskerk (Dorum)  en de Bonifatiuskerk (Arle), beide in Oost-Friesland
- Stadskerk te Friedberg (Hessen)
- Protestantse Kilianskerk in Korbach

### In andere landen
- Bedevaartkerk te Mauer bei Melk, gem. Dunkelsteinerwald, Oostenrijk
- Mariakerk (Gdańsk),  Polen
- Notre-Dame (collegiale Mariakerk), Semur-en-Auxois, Bourgondië, Frankrijk

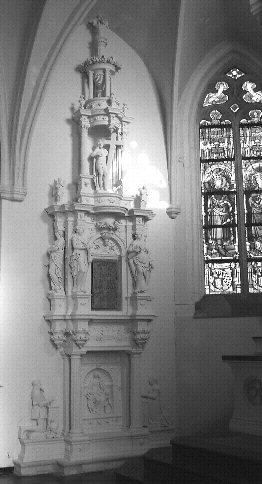
Sint-Catharinakerk, Zuurbemde
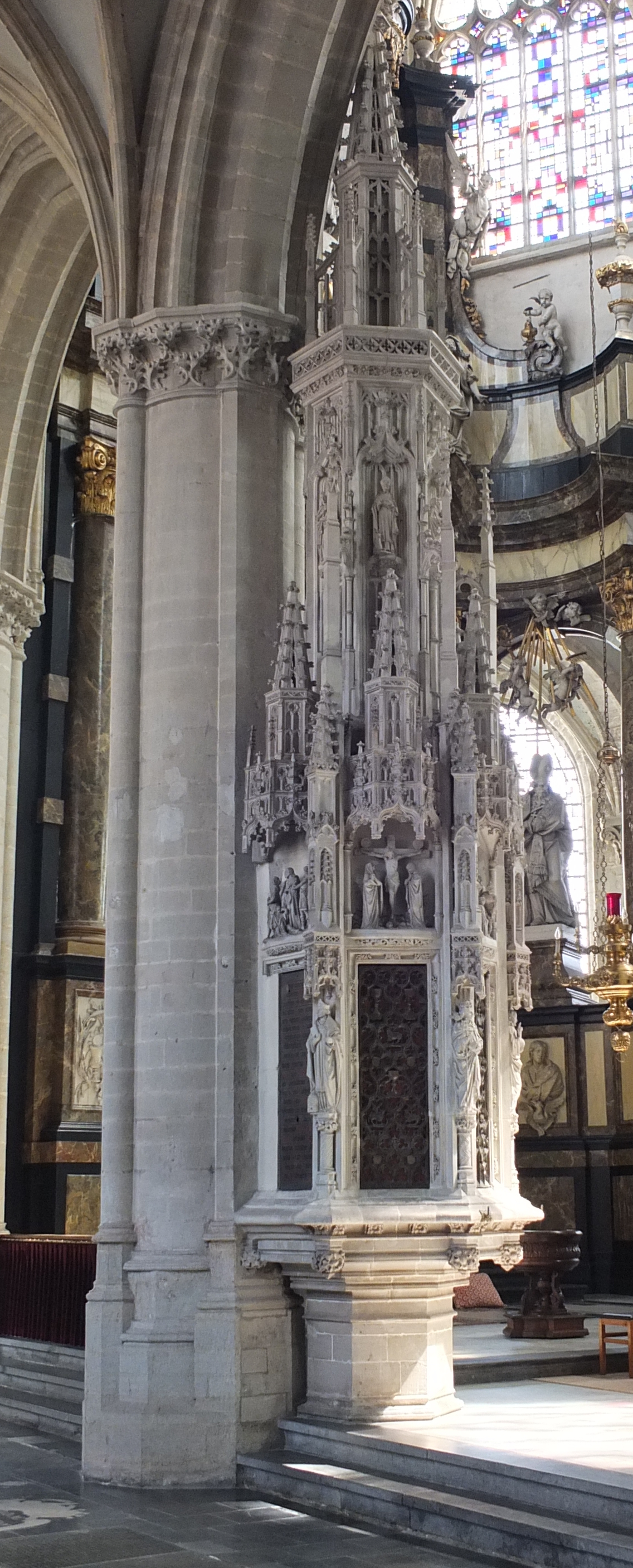
Onze-Lieve-Vrouw over de Dijle, Mechelen
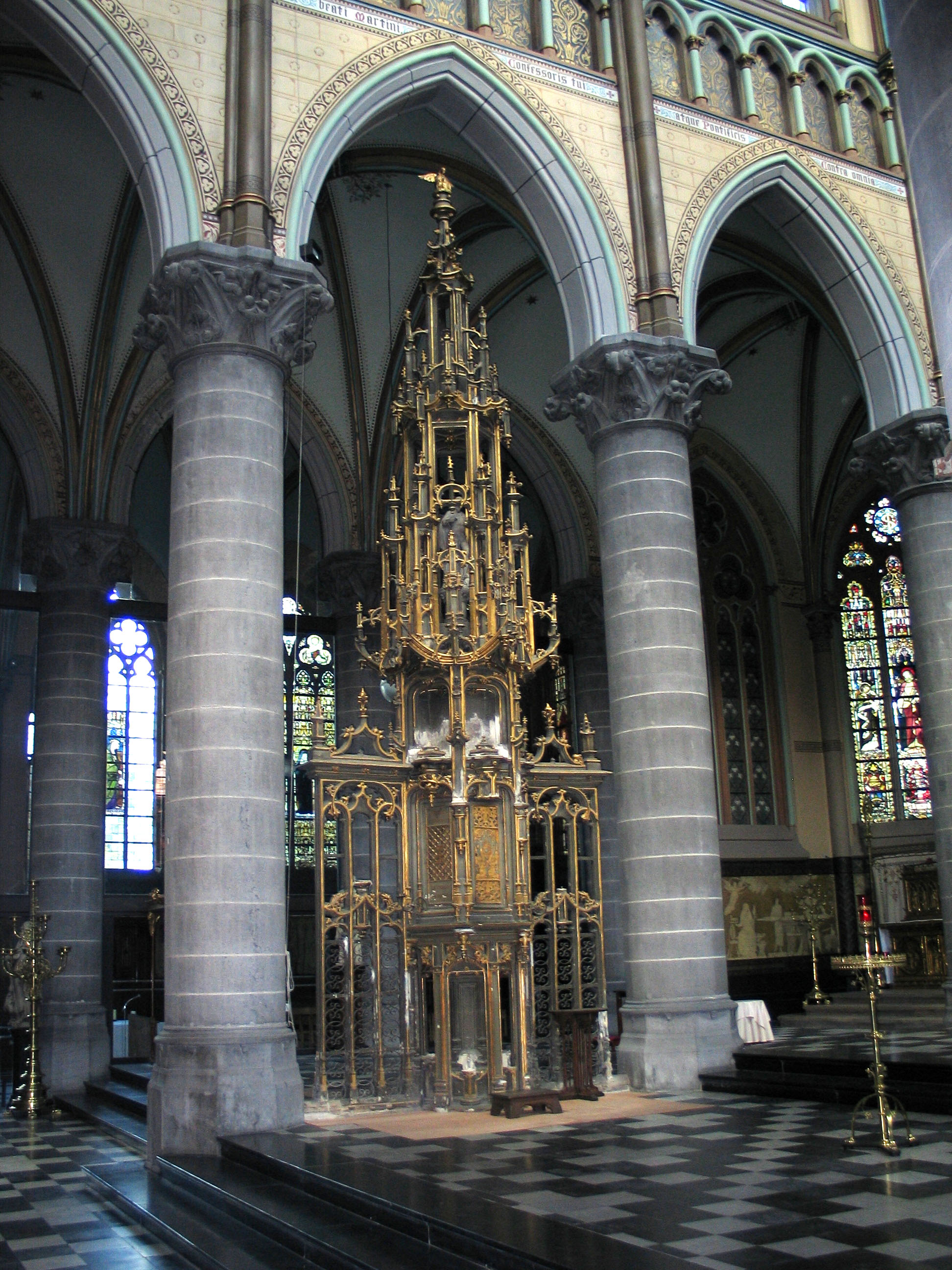
Sint-Maartenskerk, Kortrijk
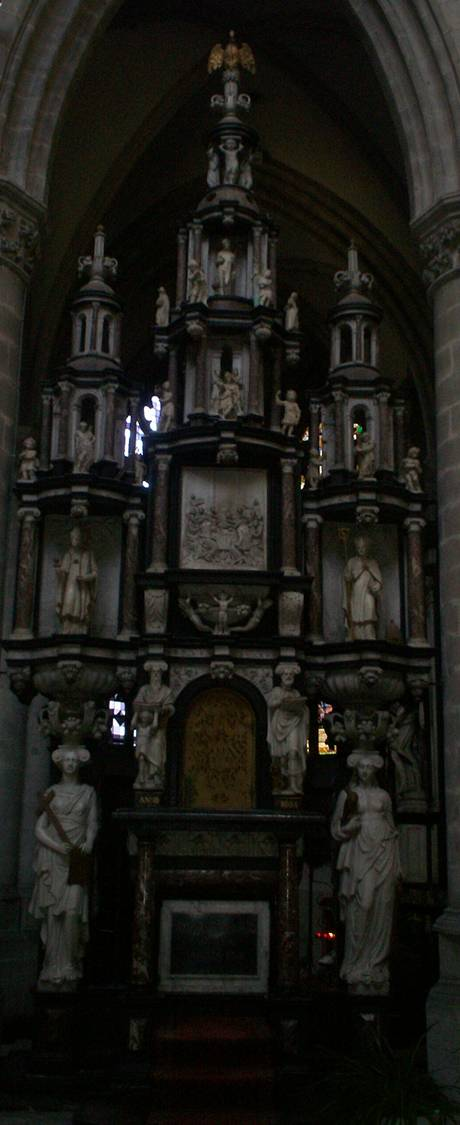
Sint-Martinuskerk, Aalst
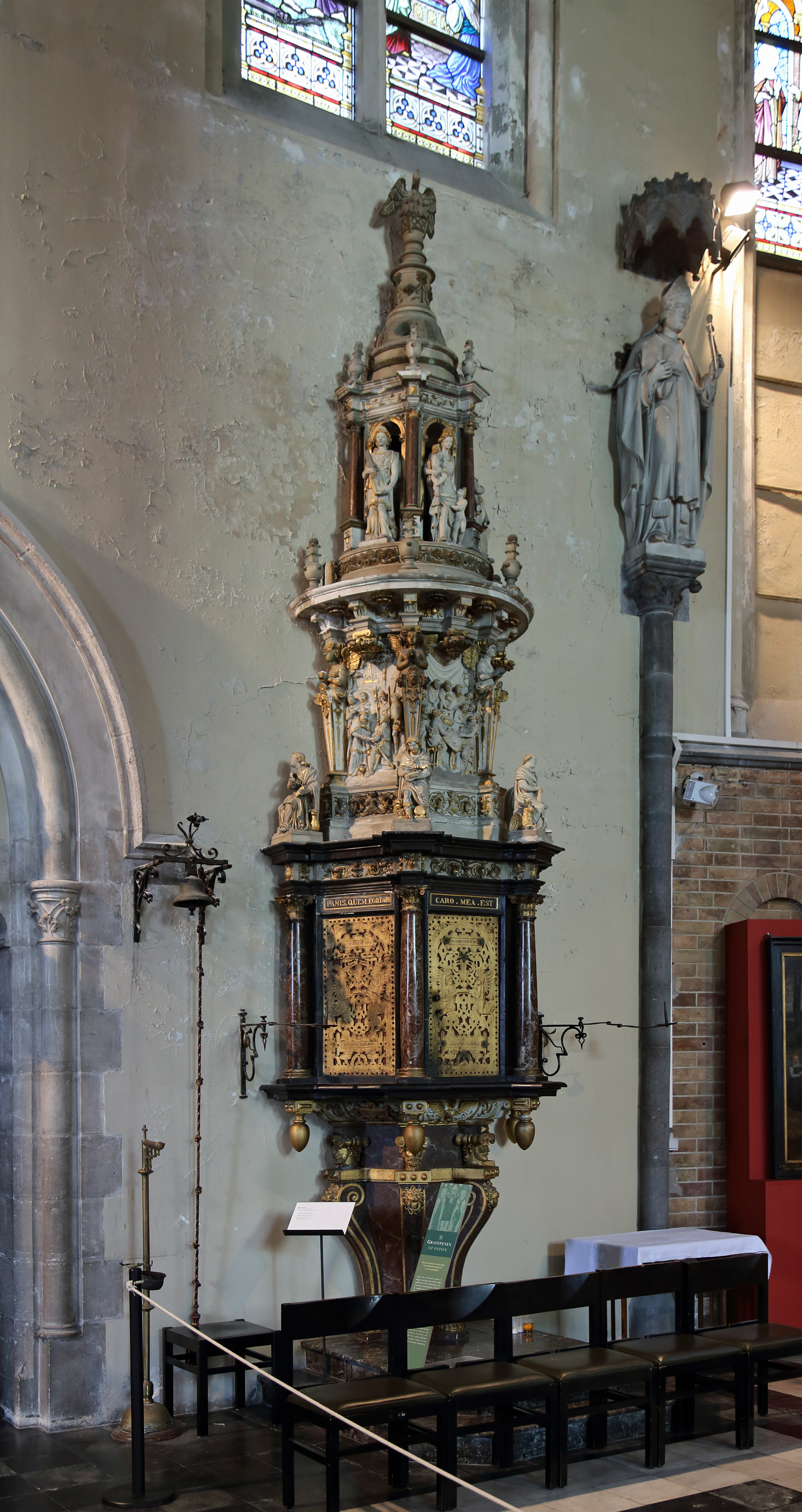
Sint-Jakobskerk, Brugge
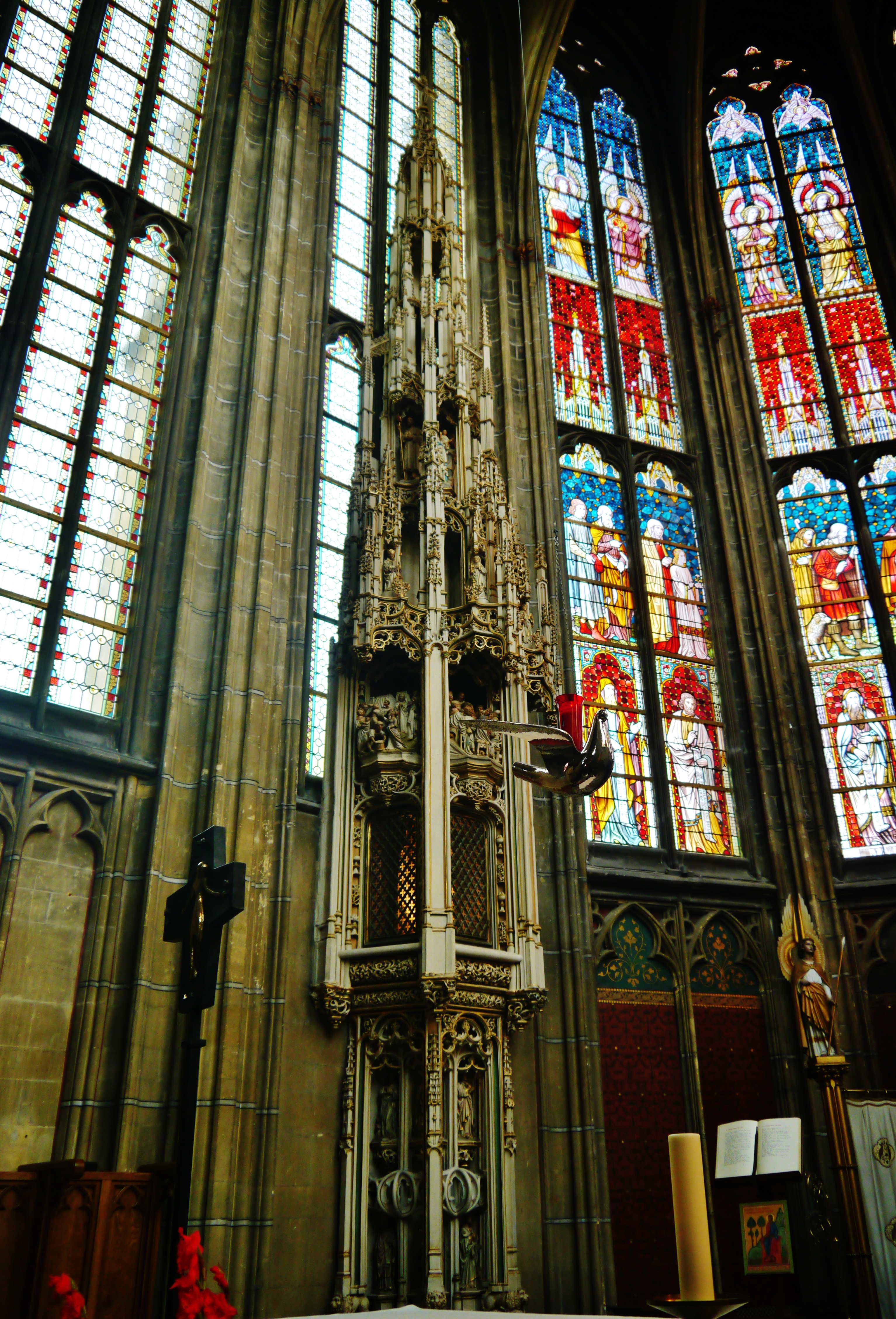
Basiliek van Meerssen
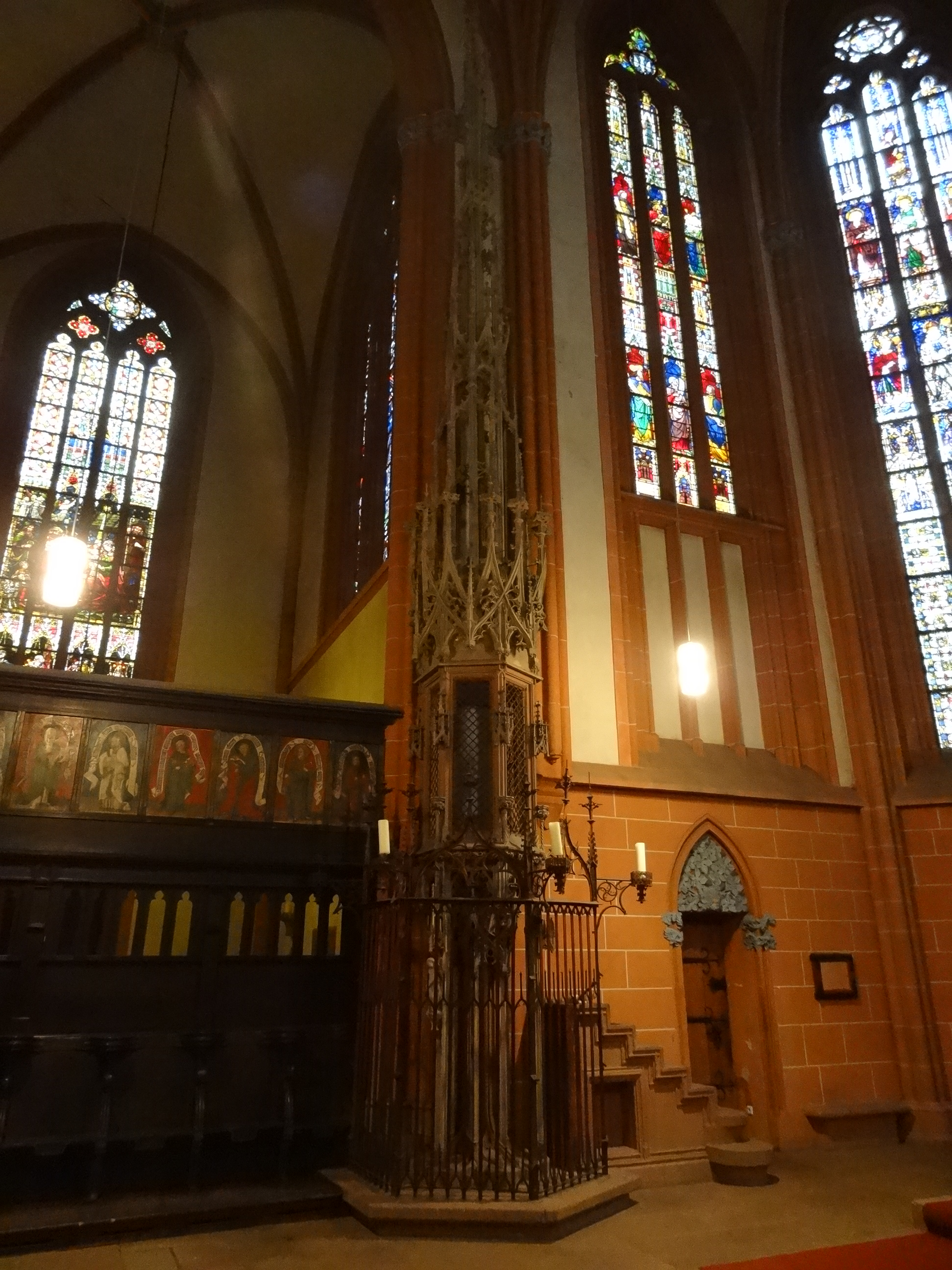
Stadskerk Friedberg (Hessen)
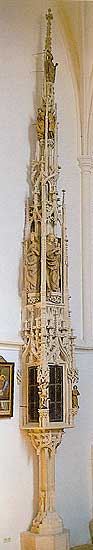
Wallfahrtskirche Mauer (bij Melk), Oostenrijk
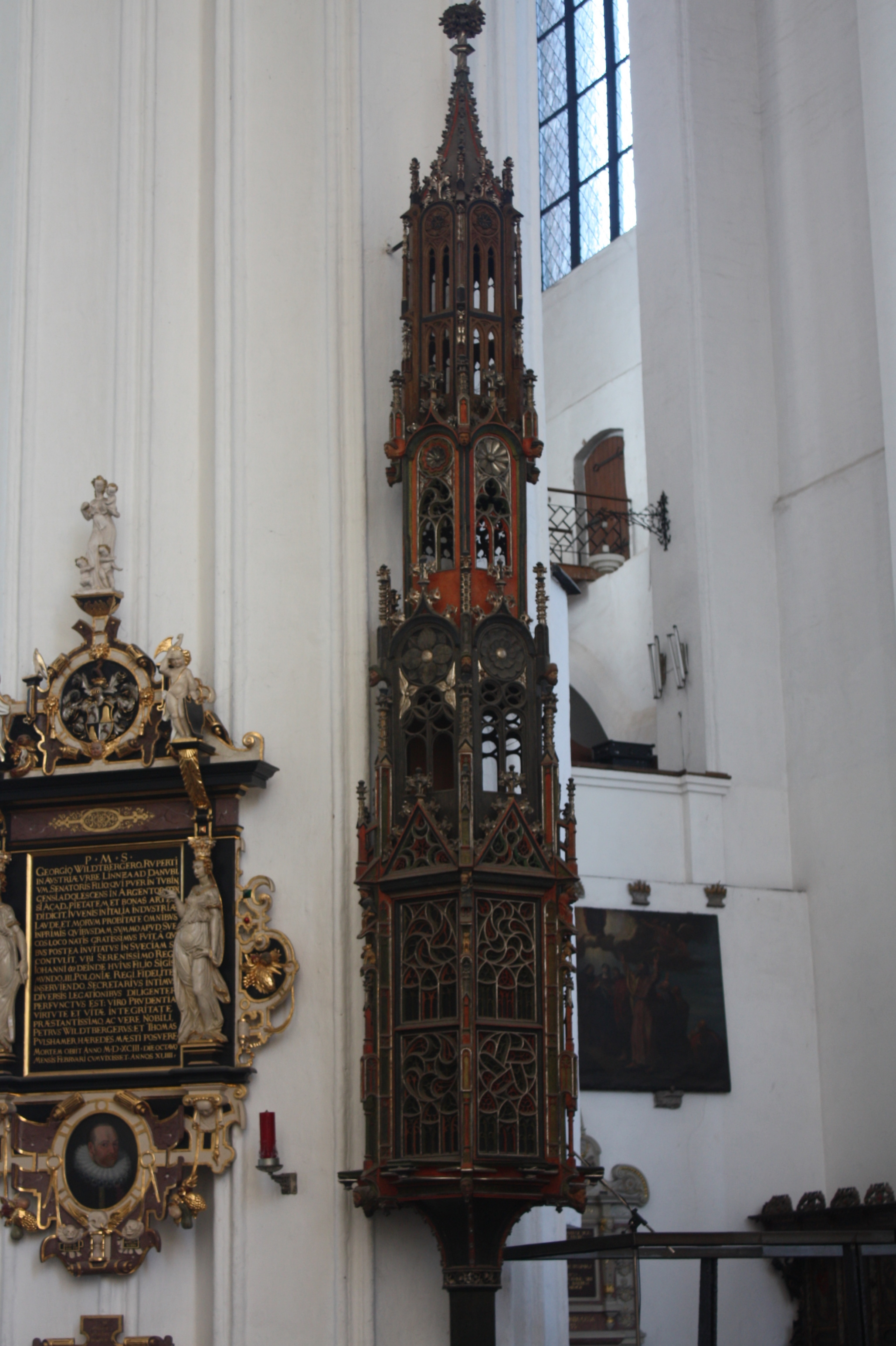
Mariakerk Gdansk (Danzig), Polen